# Lo Lonzac
Olonsac (en francès Le Lonzac) és un municipi francès situat al departament de la Corresa i a la regió de la Nova Aquitània.

## Demografia
| 1962                                       | 1968  | 1975 | 1982 | 1990 | 1999 | 2007 |
| ------------------------------------------ | ----- | ---- | ---- | ---- | ---- | ---- |
| 983                                        | 1.084 | 992  | 929  | 855  | 776  | 811  |
| Des de 1962: població sense dobles comptes |       |      |      |      |      |      |

## Administració
| Període | Identitat    | Partit |
| ------- | ------------ | ------ |
| 2008-   | Henri Jammot |        |

## Personatges il·lustres
- Jacques Delors, la seva família n'és originària.